# Dieter Pildner
Dieter Pildner (n. 31 decembrie 1940 în București) este un artist plastic german-italian, originar din România, adept al conceptului Land art care trǎiește în Pievalinghe lângǎ Montaione (Toscana). Numele sǎu integral de familie – la care însǎ a renunțat, „revenind la cel burghez din secolul al 17-lea“ – este Pildner von Steinburg. Familia mamei sale fǎcea parte din vechea nobilime austro-italianǎ din orașul Piacenza (Lombardia). Strǎbunicul lui, Ferdinand von Fellner-Feldegg (1855-1936), nǎscut în Piacenza, a fost un cunoscut arhitect, filozof, psiholog și scriitor care a trǎit la Viena, numele întreg fiind Fellner Ritter von Feldegg.

## Biografie
În 1944, în vârsta de numai patru ani, Dieter Pildner a plecat împreună cu părinții lui din România, trăind mai întâi temporar în Austria și Franța. Apoi familia Pildner von Steinburg a emigrat în America de sud, stabilindu-se în Argentina. Iar în anul 1960 tânarul Dieter a plecat singur din Argentina venind în Germania, unde a trăit mai întâi un timp ca imigrant “fără cetățenie”.
Împreună cu soția lui, Anna, originară din orașul Fürth în Franconia (landul Bavaria, RFG), mai târziu, la începutul anilor 1960, a reușit să cumpere Azienda Pievalinghe, o veche moșie toscană părăsită, cu un teritoriu de 80.000 mp, renovând și refăcând apoi clădirea principală din piatră, care datează din secolul al 15-lea. Astfel Azienda Pievalinghe a fost transformată de noul proprietar încetul cu încetul într-un uriaș monument teritorial al conceptului Land art, “într-o operǎ vie fitomitologicǎ.”

## Conceptul Land art
„Panteismul ca un fenomen nou, nǎscut în contextul monoteismului contemporan aici în Pievalinghe primește în domeniul Land-artei contemporane conƫinuturi noi,“ spune artistul. “Iar aceasta este mult mai mult, decât a vrut cândva să demonstreze filosoful Baruch Spinoza, când l-a definit pe Dumnezeu ca o substanƫǎ, identificându-l cu natura.” Printre “modele spirituale” ale lui Dieter Pildner se numǎrǎ poetul Henri Michaux, și pe lângǎ acesta filosoful român-francez Emil Cioran: „Arta este un mare refuz de a nu te supune acestei societǎți înguste, limitate de mici burghezi, însǎ tocmai aceasta societatea nu vrea sǎ accepte (...)“ „Diese Landschaften zu modellieren ist eine große Leidenschaft, die ich kreativ auslebe.“ “Sǎ modelez acest peisaj, pentru mine este o pasiune continuǎ, pe care o trǎiesc în mod creativ.“
Ca și artiștii români Alexandru Cǎlinescu Arghira și Maxim Dumitraș Pildner a reușit sǎ creieze în perioada ultimilor ani în Pievalinghe „un nou spaƫiu contemporan dedicat landartei“.